# 구보카와정
구보카와정(일본어: 窪川町)은 일본 고치현에 있던 정이다. 2006년 3월 20일 다이쇼정, 도와촌이 합병해 시만토정이 되었다.

## 역사
- 1889년 4월 1일 - 정촌제 시행에 의해 28개 촌을 중심으로 구역을 확장해 구보카와촌이 성립하였다.
- 1926년 2월 11일 - 정으로 승격해 구보카와정 (제1차)이 되었다.
- 1948년 4월 1일 - 하타군 다이쇼정의 일부를 편입하였다.
- 1955년 1월 5일 - 히가시마다촌, 아키쓰촌, 니이다촌, 마쓰바카와촌과 합병해, 새로운 구보카와정 (제2차)이 성립하였다.
- 2006년 3월 20일 - 하타군 다이쇼정, 도와촌과 합병해 다카오카군 시만토정이 성립하였다. 동일 구보카와정은 폐지되었다.

## 교통

### 철도
- 시코쿠 여객철도
  - 도산 선
  - 요도 선

- 도사쿠로시오 철도
  - 나카무라 선

### 도로
- 국도 56호선
- 국도 381호선

## 참고 문헌
- 角川日本地名大辞典編纂委員会,『角川日本地名大辞典 39 高知県』1983, 角川書店